# Kama Kowalewska
Kama Kowalewska-Kulawinek (ur. 17 października 1976 w Łodzi) – polska aktorka filmowa i teatralna.

## Życiorys
Ukończyła I stopień Szkoły Muzycznej im. Stanisława Moniuszki w Łodzi w klasie fortepianu.
Na dużym ekranie zadebiutowała jako trzynastolatka w filmie Macieja Dejczera 300 mil do nieba, grając Elkę. Wcześniej piosenkarka dziecięca; wykonawczyni piosenek (i bohaterka teledysków do nich): „Zielone ufoludki” i „Moja fantazja” (wraz z siostrą Mają, obecnie Jabłońską), wielokrotnie emitowanych w programach telewizyjnych i radiowych dla dzieci, takich jak Fasola, Tik-Tak czy Radio dzieciom, w których również występowała.
Na deskach teatralnych zadebiutowała w 1998. W 1999 ukończyła studia na Wydziale Aktorskim Państwowej Wyższej Szkoły Filmowej, Telewizyjnej i Teatralnej im. Leona Schillera w Łodzi. Od tego samego roku jest aktorką Teatru im. Wojciecha Bogusławskiego w Kaliszu. Od 2013 współpracuje również z Niepublicznym Teatrem Impresaryjnym „SCENA TAM2” w Kaliszu.
Ukończyła studia podyplomowe na Uniwersytecie Łódzkim na wydziale socjologiczno-ekonomicznym (metody wspierania relacji międzyludzkich – life coaching). Od 2017 roku pracuje z dziećmi i młodzieżą, prowadząc zajęcia indywidualne i grupowe oparte na rozwoju osobistym i zarządzaniu emocjami. Warsztatami z emocji i komunikacji obejmuje także przedszkola.

### Życie prywatne
Dzieciństwo spędziła w Łodzi. Jest córką basisty Trubadurów – Sławomira Kowalewskiego.

## Filmografia

### Filmy i seriale
- 1989: 300 mil do nieba, Elka
- 1990: Europa, Europa, Kati
- 1990: Śmierć dziecioroba, Celina
- 2002–2003: Gorący Temat, Magda
- 2002: Na dobre i na złe, kibicka (gościnnie)
- 2014: Hitler w operze

### Inne
- 1996: Zabawa, jak nigdy (etiuda)
- 1996: Obok (etiuda)
- 2004: Ślub (etiuda)

## Teatr
- Wiśniowy sad, Ania
- Alicja w krainie czarów, Alicja
- Choroba młodości, Lucy
- Przy drzwiach zamkniętych, Stella
- Kaligula, Scypion
- Stworzenia sceniczne, Nell Gwynn
- MayDay, Barbara Smith
- Kupiec wenecki, Jessica

### Nagrody teatralne
- 2002: Nagroda Publiczności Teatru im. Bogusławskiego w Kaliszu
- 2003: Nagroda Publiczności Teatru im. Bogusławskiego w Kaliszu